# East Toowoomba
East Toowoomba är en del av en befolkad plats i Australien. Den ligger i kommunen Toowoomba och delstaten Queensland, omkring 100 kilometer väster om delstatshuvudstaden Brisbane. Antalet invånare är 5 676.
Runt East Toowoomba är det glesbefolkat, med 10 invånare per kvadratkilometer.. Närmaste större samhälle är Toowoomba, nära East Toowoomba. 
I omgivningarna runt East Toowoomba växer huvudsakligen savannskog. Genomsnittlig årsnederbörd är 1 104 millimeter. Den regnigaste månaden är januari, med i genomsnitt 229 mm nederbörd, och den torraste är augusti, med 34 mm nederbörd.